# Wieland Rose
Wieland Rose (* 17. Mai 1959 in Gera; † 30. Dezember 2007 in Jena) war ein deutscher Landtagsabgeordneter der CDU in Thüringen.
Er war Diplom-Ingenieur im Bereich Wasserwirtschaft und setzte sich daher im Rahmen seiner Parlamentszugehörigkeit besonders für die Belange von Naturschutz und Umwelt ein. Er war seit 1997 ehrenamtlicher Bürgermeister der Gemeinde Crossen an der Elster.
Nach zwei Wochen Aufenthalt im Krankenhaus erlag Wieland Rose in der Nacht zum 30. Dezember einer schweren Herzerkrankung.
| Personendaten    | Personendaten                  |
| ---------------- | ------------------------------ |
| NAME             | Rose, Wieland                  |
| KURZBESCHREIBUNG | deutscher Politiker (CDU), MdL |
| GEBURTSDATUM     | 17. Mai 1959                   |
| GEBURTSORT       | Gera                           |
| STERBEDATUM      | 30. Dezember 2007              |
| STERBEORT        | Jena                           |